# Joep Franssens
Pour les articles homonymes, voir Franssen.
Joep Franssens, né  le 13 janvier 1955 à Groningue, est un compositeur néerlandais.

## Biographie
Joep Franssens a étudié la composition avec Louis Andriessen au Conservatoire Royal de La Haye. Puis en 1982, avec Klaas de Vries au Conservatoire de Rotterdam, où il a conclu sa période d'étude avec le Prix de composition en 1988.
La musique de Franssens relève du mouvement international de la « nouvelle spiritualité » en musique, dans la lignée du compositeur estonien Arvo Pärt ou de Guia Kantcheli. Parmi ses inspirations figurent des écrivains et philosophes comme Fernando Pessoa ou Baruch Spinoza.
Son Magnificat ouvre le festival de musiques spirituelles au Concertgebouw en 1999.
Ses compositions chorales ont été interprétées par les chœurs des orchestres de la radio suédoise, de la BBC, le Chœur national d’Estonie, celui de l’orchestre de chambre de la radio finlandaise et de l’orchestre de chambre des Pays-Bas. Elles font partie du répertoire du pianiste Ralph van Raat depuis 2000.
Ses compositions orchestrales ont été interprétées par l'Orchestre royal du Concertgebouw d’Amsterdam, l’Orchestre philharmonique de Rotterdam, au De Doelen , dans les Pays scandinaves, en Allemagne et en Europe de l’Est ainsi qu’aux États-Unis et dirigées par des chefs d’orchestre comme Tõnu Kaljuste, Yakov Kreizberg, Lukas Foss ou Gerd Albrecht, entre autres,.
Le premier mouvement de l'Harmonie des Sphères a été sélectionné pour les journées SIMC de Maribor, en Slovénie, en septembre 2003, avec les BBC Singers menés par Stephen Betteridge. À l'automne 2012, le 100e concert de cette œuvre est présenté  par l’orchestre symphonique de  Rotterdam avec Conrad van Alphen. Le cycle complet est mis en scène à nouveau à l'automne 2014 par le chœur de la Radio-Télévision croate sous la direction de Tonči Bilić.
En 2004 Franssens a été invité par le Festival International Sakharov pour assister aux premières russes de son Sanctus pour orchestre et Intimation du printemps pour piano solo.

## Compositions
- Between the Beats (1979) pour deux pianos
- August Moon (1979) pour piano
- Turn (1980) pour 2 hautbois et violoncelle
- Solo pour flûte (1980)
- Ellipsis (1983) pour clavecin
- Echo (1983) pour 4 flûtes, 3 hautbois, 3 trompettes, vibraphone, marimba et cordes (7.7.7.4.2)
- Consort Music (1984) pour 2 flûtes, hautbois (cor anglais), clarinette basse, cor, basson, violon, alto, violoncelle, contrebasse et piano
- Phasing (1985) pour chœur et orchestre des femmes : le texte (portugais) par Fernando Pessoa
- Low Budget Musique (1986) pour flûte, hautbois (cor anglais), clarinette (clarinette basse), cor, basson, piano, violon, alto, violoncelle et contrebasse
- Old Songs, New Songs (1988) pour 2 pianos
- Dwaallicht (1989) pour 2 sopranos et ensemble: texte (latin) par Spinoza
- Floating (1989) pour 2 vibraphones et 3 marimbas
- Taking the Waters (1990) pour soprano solo et orchestre
- La ligne droite (1991) pour quatuor de saxophones
- Couleurs primaires (1992) pour saxophone orchestre
- The Gift of Song (1994) pour 2 pianos
- Nouveau départ (1995) pour violoncelle et piano
- Après le discours de la Reine (1995) pour ensemble de cuivres
- Sanctus - (1996) pour orchestre
- Winter Child (1996) pour piano
- Chant Sarum (1997) pour quatuor vocal et gamelan
- Roaring Rotterdam -  (1997) pour orchestre
- Entrata (1997) pour violoncelle et 2 pianos
- Magnificat -  (1999) pour soprano, chœur et orchestre: texte (portugais) par Fernando Pessoa
- Harmonie des Sphères - (1994-2001); cycle en cinq mouvements pour chœur mixte et orchestre à cordes[4],[5]
- Intimation du printemps -  (2001-2004) pour piano
- Tales of Wonder (2003); sept pièces pour piano (2-4 mains)
- Pont de l'aube, mouvement 1 (2004-2006) pour orchestre
- Harmonie des Sphères - , mouvement 5 (2005); version pour flûte orchestre
- Song of Release (2005) pour piano
- Blue Encounter (2006) pour alto
- Grace (2008) pour orchestre
- Pont de l'Aube, mouvement 2 (2005-2011) pour soprano, chœur mixte et orchestre
- Harmony of the Spheres, first movement (2012) version for string orchestra
- Harmony of the Spheres, fifth movement (2013) version for string orchestra
- Symmetry  (2014), a dance-opera film
- Piano Concerto (2015)
- Piano Concerto (2016) version for chamber orchestra
- Taking the Waters (2016) version for 4 pianos